# Montevideo, vidimo se!
Montevideo, vidimo se! é um filme de drama sérvio de 2014 dirigido e escrito por Dragan Bjelogrlić. Foi selecionado como representante da Sérvia à edição do Oscar 2015, organizada pela Academia de Artes e Ciências Cinematográficas.

## Elenco
- Miloš Biković - Aleksandar "Tirke" Tirnanić
- Petar Strugar - Blagoje "Moša" Marjanović
- Viktor Savić - Milutin "Milutinac" Ivković
- Armand Assante - Hotchkins
- Elena Martínez - Dolores
- Branko Đurić - Paco